# Dionýz Štúr
Dionýz Štúr (2. dubna 1827, Beckov – 9. října 1893, Vídeň) byl slovenský geolog a paleontolog, ředitel Říšského geologického ústavu ve Vídni. Zabýval se geologickým mapováním a fytopaleontologií Rakouska, Čech, Moravy a Slovenska.

## Životopis

### Mládí
Narodil se v Beckova v učitelské rodině Josefa Štúra a Jany (Johanky) rozené Rizner. Pokřtěn byl jako Dionysus Rudolphus Josephus. Jeho otec Jozef pocházel z Trenčínské rodiny Štúrovců, byl synem Jana Štúra. Dionýzův otec Jozef Štúr byl bratranec Samuela Štúra, Dionýz a Ľudovít Štúr byli tedy bratranci v druhém stupni příbuzenství. Dionýz měl více starších sourozenců: Ludvík Josef (zemřel v novorozeneckém věku), Karolína (zemřela bezdětná v roce 1848), Karol (zemřel v novorozeneckém věku).
Na střední školu chodil v Modre, kam se v 12 letech přestěhoval s rodiči a sestrou. Studoval i na evangelickém lyceu v Bratislavě. V roce 1844 začal navštěvovat vídeňskou polytechniku, kde studoval matematiku, fyziku a chemii. Později, ovlivněn prof. Vilémem Haidingerem se začal zajímat o přírodní vědy.

### Odborná činnost
V roce 1846 nastoupil do muzea Dvorní komory pro mincovnictví a hornictví. V roce 1847 získal na základě své předešlé vědecké činnosti stipendium a začal studovat na Báňské akademii v Banské Štiavnici. V tomto období uveřejnil svou první vědeckou práci o geologii okolí Bratislavy a Modry. Po jejím absolvování se vrátil zpět do Vídně.
V roce 1849 byl založen Říšský geologický ústav ve Vídni, kde roku 1850 nastoupil. Hlavním úkolem ústavu bylo přehledné geologické mapování celé monarchie, na čem se téměř 20 let podílel i Dionýz Štúr. Později obrátil svou pozornost hlavně na paleobotaniku, v jejímž rámci dosáhl vysoké odbornosti zejména jako systematik a morfolog. V roce 1877 se stal Štúr zástupcem ředitele Říšského geologického ústavu. Po osmi letech, v 1885 se stal i jeho ředitelem. Tuto funkci zastával až do roku 1892. Publikoval okolo 300 vědeckých prací. Prosazoval teorii o proměnlivosti druhů, i před vydáním Darwinova díla. Vedl korespondenci s mnoha významnými vědci své doby, jako byl Murchison, Lyell, Darwin, Purkyně nebo Palacký. Zajímal se o problémy Slováků, byl signatářem Memoranda slovenského národa, podílel se na zakládání Matice slovenské i gymnázií. Publikoval na Slovensku, odborné práce zejména ve Vídni. Psal i pod pseudonymy Diviš Štúr a Škorpion.
Dionýz Štúr jako první rozpoznal geologickou pozici karpatských melafyrů. Do stratigrafie Karpat zavedl dodnes používané termíny jako karpatský Keuper, lunzské či grestenské vrstvy. V bradlovém pásmu identifikoval a pojmenoval púchovské slíny, orlovské vrstvy, upohlavské slepence, súľovské slepence a jiné. Zavedl také terminologii pro pojmenování krasových jevů odvozenou z pojmenování v Dalmácii, Chorvatsku a Slovinsku, mnohé tyto názvy se používají dodnes i ve světě. Byl také autorem pojmenování pohoří Nízké Tatry.

### Konec života a rodinný život
V roce 1855 se oženil s rakouskou Němkou Cecilií Artlovou, se kterou však neměl žádné děti.
Zemřel ve Vídni 9. října 1893 po delší srdeční chorobě. Svou písemnou pozůstalost odkázal Národnímu muzeu v Martině. Pochován je na evangelickém hřbitově ve Vídni. Jeho manželka zemřela v roce 1895 v Modre, je pohřbena po boku manžela ve Vídni.

## Ocenění
V roce 1862 na Světové výstavě v Londýně získaly jím sestavované geologické mapy zlatou medaili.

## Památky
- Důlní muzeum D. Štúra v Banské Štiavnici (zal. 1927)
- Státní geologický ústav Dionýza Štúra v Bratislavě (zal. 1953)
- Pamětní tabule na rodném domě v Beckově (odhalena 1953)